# Локосов, Вячеслав Вениаминович
Вячесла́в Вениами́нович Локосов (род. 12 февраля 1958, Москва) — советский и российский социолог, специалист в области теории трансформации социальных систем, взаимосвязи развития человеческого потенциала и экономического роста, методологических и методических проблем измерения социальных, социально-экономических и социально-политических процессов. Доктор социологических наук (2002), профессор (2011), член-корреспондент РАН (2022). Директор обособленного подразделения ФНИСЦ РАН — Института социально-экономических проблем народонаселения.

## Биография
Родился 12 февраля 1958 года с Москве.
В 1975 году окончил московскую среднюю школу № 45 с углубленным изучением английского языка, в 1981 году — философский факультет МГУ имени М. В. Ломоносова (специальность — философ, преподаватель философии), в 1989 году — аспирантуру Института социологии АН СССР, защитил кандидатскую диссертацию по теме: «Национальная исключительность как объект социологического изучения».
В 1980-е годы работал в Институте конкретных социологических исследований АН СССР (позднее переименованном в Институт социологии); с 1992 по 2012 год — в Институте социально-политических исследований РАН (заведующий Отделом социологии политики и общественного мнения, с 2004 года — заместитель директора по научной работе).
В 2002 году в Институте социально-политических исследований РАН защитил диссертацию на соискание учёной степени доктора социологических наук по теме «Трансформация социетальных систем (опыт реформ в современной России)» (специальность 22.00.04 — социальная структура, социальные институты и процессы); официальные оппоненты — член-корреспондент РАН, кандидат исторических наук, доктор философских наук А. В. Дмитриев, доктор философских наук, профессор З. Т. Голенкова и доктор философских наук, профессор В. П. Култыгин; ведущая организация — социологический факультет МГУ имени М. В. Ломоносова.
23 ноября 2011 года В. В. Локосову присвоено звание профессора по специальности 22.00.04 (социальная структура, социальные институты и процессы).
С марта 2012 года — директор Института социально-экономических проблем народонаселения РАН. Председатель научного совета РАН «Социальные показатели и индикаторы развития современного общества». Вице-президент Российской академии социальных наук, вице-президент Союза социологов России, член Европейской социологической ассоциации. В 2013—2016 годах был заместителем главного редактора журнала «Народонаселение», с апреля 2017 года утверждён главным редактором. Входит в состав редакционных советов журналов «Наука. Культура. Общество» (заместитель председателя), «Региональные проблемы преобразования экономики», «Социологическая наука и социальная практика» и др.
Под его руководством и консультировании защищены 6 кандидатских и докторская диссертация. Им или при его участии подготовлены программные документы (в том числе, в рамках работы члена секции экономической и социальной безопасности Научного совета при Совете безопасности РФ), многочисленные информационно-аналитические материалы, экспертные заключения для государственных и общественных учреждений. За вклад в науку награждён Серебряной медалью им. Питирима Сорокина.

## Научная деятельность
Специалист в области теории трансформации социальных (социетальных) систем, взаимосвязи экономического роста и развития человеческого потенциала, методологических и методических проблем измерения социально-экономических и социально-политических процессов. Выдвинул идеи и разработал концепцию предельно-критических показателей развития российского общества, на основе которой построена шкала этих показателей. Данный метод раскрывает ограничения социальных изменений, необходимых для укрепления национальной безопасности. В рамках теории трансформации им разработана аналитическая модель социальной системы, которая применяется при классификации общественных наук.
Автор более 200 научных публикаций, в том числе 6 монографий. В 1992—2012 годах как соредактор (совместно с академиком Г. В. Осиповым) и автор подготовил к публикации 22 ежегодных доклада по теме «Социальная и социально-политическая ситуация в России: анализ и прогноз».

## Основные работы
Книги
- Пятилетка № 13. Взлеты и падения. — М.: Academia, 1996 (в соавт. с И. Б. Орловой);
- Социальная цена неолиберального реформирования. — М.: РИЦ ИСПИ РАН, 2001 (в соавт. с Г. В. Осиповым);
- Трансформация российского общества (социологические аспекты). — М.: РИЦ ИСПИ РАН, 2002.
- Религиозная ситуация в Ярославской области. — М.: РИЦ ИСПИ РАН, 2004 (в соавт. с Ю. Ю. Синелиной).
- Российское сообщество: трансформация целей, интересов, ценностей. — М.: РИЦ ИСПИ РАН, 2006.

Статьи
- Пределы падения // Социология и политика. — М., 1995. — С. 556—568 (в соавторстве с Г. В. Осиповым).
- Стабильность общества и система предельно критических показателей его развития // Социологические исследования. — 1998. — № 4.
- Общество-трансформер как продукт глобализации // Наука. Политика. Предпринимательство. — 2004. — № 2. — С. 2-11.
- О национальной гордости великороссов — 2 // Наука. Культура. Общество. — 2005. — № 4. — С. 3-8.
- Эффективность РАН: экзерсисы псевдосоциологов // Социология и государственность / ред. Г. В. Осипов, В. Н. Кузнецов. — М.: Вече, 2005. — С. 546—554.
- Трансформация национальной государственности как глобальный вызов // Социальная и социально-политическая ситуация в России в 2005 году. — М.: РИЦ ИСПИ РАН, 2006. — С. 24-43.
- Проект Социального кодекса Российской Федерации и социальное государство // Вестник Института экономики РАН. — 2013. — Вып. № 2.
- Переход от общества к со-обществу: концептуальные аспекты // Проблемы развития территории. — 2016. — № 5;
- Кадровый потенциал организации академической науки: характеристики и социальная защищенность // Социологические исследования. — 2020. — № 3.